# Donkervleugelbladspeurder
De donkervleugelbladspeurder (Neophilydor fuscipenne) is een zangvogel uit de familie ovenvogels (Furnariidae).

## Verspreiding en leefgebied
Deze soort komt voor van Panam tot Ecuador en telt twee ondersoorten:
- N. f. fuscipenne: centraal Panama.
- N. f. erythronotum: van oostelijk Panama tot westelijk Ecuador.

## Status
De grootte van de populatie is in 2019 geschat op 20.000-50.000 volwassen vogels. Op de Rode lijst van de IUCN heeft deze soort de status niet bedreigd.